# Лайнц (тунель)
48°11′44″ пн. ш. 16°14′58″ сх. д. / 48.1956° пн. ш. 16.2495° сх. д.
Тунель Лайнц (нім. Lainzer Tunnel) — двоколійний залізничний тунель у Відні завдовжки 12,8 км. 
Є у складі ширшої мережі тунелів, яка містить сусідній Вінервальдський тунель, сполучає Західну, Південну, Східну залізниці Австрії та Донаулендебан (у напрямку до центральної сортувальної станції Відень-Кледінгер), значно спрощує міжнародне та національне сполучення у Відні. 
Відкрито з 9 грудня 2012 року.
Тунель Лайнц був побудований у 2000-х і на початку 2010-х років як частина масштабного розширення найважливішого залізничного коридору Австрії, його було побудовано з метою мінімізації ухилів і полегшення високошвидкісного руху, а також для кращого доступу до новозбудованого вокзалу станції Відень-Головний. 
Він розділений на дві окремі секції: перша — одногалерейний тунель, з двома парами рейок, друга — двогалерейний тунель, у кожній галереї одна пара рейок; також має сполучення з кількома іншими сусідніми тунелями, включаючи тунель Вінервальд.

## Опис
На початку ХХІ століття австрійський уряд дозволив будівництво чотирьох колій Західної залізниці, яка була найважливішим залізничним коридором країни. 
Відповідно, на дистанції між Віднем і Санкт-Пельтеном було побудовано дві нові колії на трасі, вільній від складних ухилів і придатній для високошвидкісних операцій, яка відхилялася далеко на північ від початкової лінії. 
Саме вздовж цього нового маршруту був побудований Вінервальдський тунель, який є найбільшою єдиною інженерною спорудою, за для трасування залізниці через гірський масив Віденський Ліс. 
Його будівництво полегшило рух потягів, що прямували Західною залізницею до станції Відень-Гюттельдорф. 

Ближче до західного порталу, приблизно за 2 км на захід від Відень-Гюттельдорф і найвіддаленішого порталу від Відня, він має збойку з ще одним 2,2-кілометровим тунелем 
, 
що має дві додаткові колії старого маршруту Західної залізниці, який уже працює з грудня 2008 року. і прямі колії через розв'язку продовжуються у Вінервальдському тунелі, двоколійному одногалерейному тунелі довжиною 13,35 км, який був побудований паралельно з тунелем Лайнца. 

 
У поєднанні з сусіднім тунелем Лайнцер, Вінервальдський тунель дозволяє потягам долати підземну відстань у 26 км, що робить його найдовшим тунелем в Австрії. 

Від західного порталу тунель Лайнца повертає на південний схід і проходить під басейном для утримання зливових стоків і лісистою зоною Лайнцер Тіргартен у 13-му районі Відня Гітцинг. 
По всій своїй довжині він має різні конструкції, у тому числі одно-або двоколійні галереї, колонні галереї та ширші секції для переналагодження. 
Для вирішення проблем безпеки були передбачені різні штольні, галереї та шахти.

У міру наближення до західного порталу тунель ділиться на дві секції: одна двоколійна галерея виходить прямо перед залізничною станцією Відень-Майдлінг на Південній залізниці, а інша на південь з'єднується із залізницею Донаулендебан та інтермодальним терміналом в Інцерсдорфі, відкритим у 2016 році. 
Пасажирські потяги можуть рухатися тунелем зі швидкістю до 160 км/год, а вантажні — до 120 км/год. 
Він має довжину 12,3 км (15,4 км, включаючи сполучні пандуси) і оснащений ETCS рівня 2, а також застарілою системою управління PZB
.